# Канбан
Kanban (яп. かんばん(看板)) (буквально білборд, рекламний щит) — це система розпорядку для ощадливого та «Саме вчасно» (JIT) виробництва. Kanban — це система для контролю логістичного ланцюга з точки зору виробництва, але не система інвентаризації. Канбан було розроблено Таїті Оно, в Toyota, з метою досягнення та підтримки високого рівня виробництва. Kanban — це один із методів досягнення принципу Кайдзен («Саме вчасно»).

Kanban підтримує кількості продукції на складах; відправляється сигнал виробити і доставити новий пакунок, коли матеріал споживається. Ці сигнали відслідковується за допомогою циклу поповнення, і дають видимість для постачальників та закупівельників.

Канбан став ефективним інструментом в управлінні системою виробництва у цілому, і довів себе, як відмінний спосіб пропагування вдосконалень. Проблемні місця виявляються за зменшенням кількості продуктів у циркуляції. Однією з переваг канбан є встановлення верхньої межі на кількість деталей, що очікують опрацювання, й уникнення таким чином перевантаження системи виробництва. Іншою системою, що має подібний ефект, є, наприклад, CONWIP.

## Походження
Наприкінці 1940-х «Toyota» почала вивчати супермаркети з метою застосування на власних фабриках їхньої методології розміщення продуктів на складах і полицях. У супермаркеті клієнти отримують необхідну кількість товару у потрібний для них час. Більше того, супермаркети зберігають лише те, що планують продати найближчим часом, а клієнти беруть лише те, що їм потрібно. Таким чином забезпечується майбутня пропозиція товару. Таке спостереження привело компанію «Тойота» до розглядання процесу виробництва, як клієнта для попередніх процесів, а попередні процеси — як склад або магазин. «Покупець» йде до «магазину», щоб отримати необхідні йому компоненти, і, в результаті, змушує «магазин» поповнити запаси. Початково, як й у супермаркетах, вивіски використовувалися для того, щоб привести «покупця» до потрібних йому місць у магазині.
Канбан вирівнює складські об'єми зі споживанням: коли матеріал споживається, відправляється сигнал виробити й доставити новий. Ці сигнали відслідковуються через цикл поповнення.
Канбан використовує рівень попиту для контролю інтенсивності виробництва, передаючи попит від кінцевого покупця, через ланцюг процесів «закупівельник-склад». У 1953-му, «Тойота» застосувала цю логіку до свого головного заводу.

## Процес
Таїті Оно стверджував: аби бути ефективним, канбан має виконувати жорсткі правила. Наприклад, у «Тойота» було шість простих правил, і детальний моніторинг виконання цих правил виконується постійно, гарантуючи, що канбан працює належним чином.

### Шість правил Тойота[8]
- Наступний процес забирає стільки елементів, скільки було вказано картками канбану на попередньому процесі.
- Попередній процес виробляє елементи у тій кількості й послідовності, які вказані картками канбану.
- Жоден елемент не виробляється і не транспортується без попереднього замовлення системою карток канбан.
- Завжди приєднуйте картки канбан до товарів.
- Продукти з дефектом не відсилаються, і, відповідно, не потрапляють до наступного процесу. В кінцевому результаті завжди отримуємо бездефектні товари.
- Зменшення кількості запитів (карток канбану) робить процес більш чутливим до якості і допомагає виявити неефективні дії.

### Картки канбан
Картки є ключовим компонентом канбану і сигналізують про необхідність переміщення матеріалів всередині фабрики або переміщення матеріалів від зовнішнього постачальника на виробництво. Картка канбан, по суті, є повідомленням, що сигналізує про вичерпання продуктів чи деталей. При отриманні картка канбан спричинює поповнення запасу потрібних деталей. Споживання таким чином керує попитом на продукцію, і цей попит вказується картками канбан. Таким чином, за допомогою канбан-карток організовується система, керована попитом.
Прихильники ощадливого виробництва вважають, що кероване попитом виробництво має більші обороти продукції та менші об'єми на складах, допомагаючи таким чином компаніям бути більш конкурентноздатними.

### Система трьох ящиків
Прикладом реалізації простої системи канбан може бути «система трьох ящиків» для деталей. Один ящик знаходиться на підлозі фабрики (початкова точка попиту), один — на складі фабрики (точка контролю запасу), і один ящик — у постачальника. Ящики мають знімну картку, яка містить інформацію про продукт та іншу потрібну інформацію, — класичну картку канбан.
Коли ящик на підлозі фабрики порожніє (тому що деталі були використані у процесі виробництва), порожній ящик та його картка повертаються на склад (точку контролю запасу). Склад обмінює порожній ящик з фабрики на повний зі складу. Повний ящик теж містить картку канбан. Склад посилає порожній ящик з його карткою до постачальника. Повний ящик постачальника (з карткою) поставляється на склад фабрики, а порожній залишається у постачальника. Це останній крок процесу. Отже, у процесі ніколи не закінчуються деталі, завжди постачається необхідний об'єм і є лише один запасний ящик. Таким чином, на складі ніколи не з'явиться надто багато невикористаних деталей. Запасний ящик дозволяє уникати несподіваних ситуацій з обривом постачання, які можуть виникнути.